# دانيال شترايش
دانيال شترايش (بالسويدية: Daniel Streich) هو سياسي ولدهوي بيول في سويسرا، يعمل مُدرِّسًا للعلوم العسكرية وعضو سابق في حزب الشعب السويسري، وأحد كارهيه الإسلام سابقاً، تحول إلى الإسلام في نوفمبر 2005.

## سيرته
وهو مسيحي سابق، تحول إلى الإسلام في نوفمبر 2005، وهي حقيقة لم يكشف عنها لمدة عامين للأعضاء آخرين في حزب الشعب السويسري.
وتابع عمله مع حزب الشعب السويسري، لكن بدأ عنده شعور متزايد بعدم الارتياح حول معاملة حزبه للإسلام.
وبلغ استيائه ذروته عندما تم أطلاق استفتاء لحظر المآذن.
وفي تلك ألأثناء عندما كان الحديث عن حظر بناء المآذن قال دانييل شترايش:
إذا كانت تم تمرير المبادرة، ستكون ضربة مطلقة عميقة بالنسبة لي. وأود أن أسأل نفسي، لماذا أنا أشركت نفسي مهنيا وسياسيا وعلى مدى 30 عاما بهذا النظام السياسي. وانه لا فائدة تقع على سويسرا لاجبار المسلمين على ممارسة شعائرهم الدينية في الأزقة الخلفية.
و كمسيحي سابق، بدأ يتعلم الإسلام، أشار إلى أنه عثر على إجابات لم يسبق له ان وجدها في المسيحية، وذلك بعد أن تحول إلى الإسلام وبدأ معارضة الحظر الحالي على المآذن.
الإسلام يقدم لي إجابات منطقية على أسئلة الحياة الهامة، والتي في النهاية لم أجد أجوبتها في المسيحية.
وهو يشارك حاليا في تشكيل الحزب الديمقراطي المحافظ الجديد في كانتون فريبورغ.
وهو يسعى الآن إلى نشر التسامح الديني والتفاهم في سويسرا.
وكمعارض لقرار حظر المآذن في سويسرا، فأنه يبذل جهودا رامية إلى إنشاء مسجد خامس وهو الأكثر جمالا في أوروبا.